# Metafroneta
Metafroneta Blest, 1979 è un genere di ragni appartenente alla famiglia Linyphiidae.

## Distribuzione
Le tre specie oggi note di questo genere sono state rinvenute in Nuova Zelanda.

## Tassonomia
Dal 2002 non sono stati esaminati esemplari di questo genere.
A dicembre 2012, si compone di tre specie:
- Metafroneta minima Blest, 1979 — Nuova Zelanda
- Metafroneta sinuosa Blest, 1979[3] — Nuova Zelanda
- Metafroneta subversa Blest & Vink, 2002 — Nuova Zelanda